# Apoldu de Jos
Apoldu de Jos (in ungherese Kisapold, in tedesco Kleinpold) è un comune della Romania di 1499 abitanti, ubicato nel distretto di Sibiu, nella regione storica della Transilvania.
Il comune è formato dall'unione di 2 villaggi: Apoldu de Jos e Sângătin (Kleinegidsdorf).